# Dippelův olej
Dippelův olej (také nazývaný kostní olej) je dusíkatý vedlejší produkt destruktivní destilace kostí; objevil jej Johann Konrad Dippel.
Jedná se o tmavou, viskózní, dehtovitou a zapáchající kapalinu, obsahuje převážně sloučeniny s alifatickými řetězci, s dusíkatými funkčními skupinami, jako jsou pyrroly, pyridiny a nitrily.
Dippelův olej se používal jako repelent; také měl využití jako chemická zbraň ve druhé světové válce, kde měl zabránit využívání vody ze studní nepřítelem.
Dippelův olej není smrtelně nebezpečný, a tak nebyl zařazen do Ženevského protokolu.